# Jacques Godechot
Jacques Godechot (Lunéville, 3 gennaio 1907 – Hèches, 24 agosto 1989) è stato uno storico francese.

## Biografia
Nato nella Lorena ancora occupata dalla Germania dopo la sconfitta francese del 1870, ebbe, sin dall'inizio della sua formazione culturale, un vivo interesse per la storia della Rivoluzione francese, il cui ricordo era vivo nella sua famiglia, e per la filosofia di Baruch Spinoza. Decise infine di dedicarsi agli studi storici prima a Nancy e in seguito a Parigi. Vinse nel 1928 l'"Agrégation d'histoire", un concorso di reclutamento per l'insegnamento nei licei che offre anche una possibilità per una carriera accademica.
A Parigi vinse una borsa alla Fondation Thiers, dove venne fortemente influenzato dall'insegnamento di Albert Mathiez sotto la direzione del quale cominciò l'elaborazione della sua tesi di dottorato su Les Commissaires aux armées sous le Directoire, la cui stesura richiese una visita in Italia e l'incontro con Benedetto Croce. Alla morte di Mathiez nel 1932 terminò la sua tesi sotto la guida di Georges Lefebvre, discutendola infine nel 1937.
A Strasburgo incontrò Lucien Febvre e Marc Bloch, fondatori degli Annali di Storia economica dai quali, pur senza entrare a far parte della scuola de Les Annales, rimase molto impressionato.
Per le sue origini ebraiche venne destituito dall'insegnamento secondario ad opera del regime di Vichy.
Nel 1945, dopo la fine della Seconda guerra mondiale, venne nominato professore nella facoltà di lettere dell'università di Tolosa.

## La teoria della rivoluzione occidentale
Godechot è noto tra gli storici soprattutto per aver esteso l'ambito degli avvenimenti della Rivoluzione francese sia nel tempo che nello spazio secondo la sua teoria storiografica della "Rivoluzione occidentale" o "atlantica".
L'occasione di rendere nota questa visione storiografica atlantica, descritta nel suo saggio su Il problema dell'Atlantico nel XVIII secolo, gli fu data nel "Congresso internazionale di scienze storiche" di Roma, tenutosi nel marzo 1955, quando la presentò assieme allo storico statunitense Robert R. Palmer. Questa sua relazione suscitò delle accese critiche per le quali, nel contesto della Guerra fredda, dove i contrasti tra gli storici d'indirizzo marxista e quelli di scuola liberale erano accesi, Godechot fu accusato d'essere stato pagato dalla Nato o dalla CIA. 

La sua teoria della Rivoluzione occidentale è stata sviluppata nelle opere La Grande Nation (1956), Les Révolutions (1963), L'Europe e l'Amérique à l'époque napoléonienne (1967): per questi suoi studi Godechot venne scelto dal Comitato internazionale di scienze storiche a dirigere la Commissione internazionale di storia della Rivoluzione francese.
Altre sue opere sulla Rivoluzione francese sono La Contre-révolution (1961), La Pensée révolutionnaire en France et en Europe (1964), La Prise de la Bastille (1965) e La Vie quotidienne sous le Directoire (1977).
Una riappacificazione con gli storici marxisti, in particolare con Albert Soboul, si ebbe nel 1959 quando fu designato alla copresidenza della Società di studi robespierriani.
Morì nel 1989 nel pieno delle celebrazioni, per la cui preparazione egli stesso aveva dato il suo aiuto, per il bicentenario della rivoluzione francese.

## Opere
- La Rivoluzione francese. Cronologia commentata 1787-1799, 2001, Bompiani
- La controrivoluzione (1789-1804), 1988, Mursia (Gruppo Editoriale)
- L'Europa e l'America all'epoca di Napoleone (1800-1815), 1985, Mursia (Gruppo Editoriale)
- Storia universale dei popoli e delle civiltà / L'Epoca delle rivoluzioni (1770-1848) vol. 11, UTET - 1981
- Le rivoluzioni del 1848, De Agostini
- La Grande Nazione, Bari 1962
- Le rivoluzioni (1770-1799), Mursia 1989